# Subsidiäre Handlungsermächtigung
Die subsidiäre Handlungsermächtigung nach Art. 352 AEUV (auch Abrundungsermächtigung genannt) ermächtigt den Rat der Europäischen Union, Rechtsakte zu erlassen, wenn ein Tätigwerden der Europäischen Union im Rahmen der Politikbereiche der Union erforderlich ist, um die Ziele der Verträge zu verwirklichen.
Da diese Zuständigkeitsnorm in einem Spannungsverhältnis zum Prinzip der begrenzten Einzelermächtigung steht, bestehen besondere Hürden für diese Abrundungsermächtigung:
- die Europäische Kommission erstellt einen Vorschlag und macht die Parlamente der Mitgliedstaaten auf den Vorschlag besonders aufmerksam (Art. 352 Abs. 2 AEUV)
- der Rat entscheidet einstimmig mit Zustimmung des Europäischen Parlaments
- die Bestimmung darf nicht zur Harmonisierung von Rechtsvorschriften in jenen Bereichen führen, in denen die Verträge dies ausdrücklich ausschließen (Art. 352 Abs. 3 AEUV)
- die Bestimmung kann nicht zur Verwirklichung von Zielen der Gemeinsamen Außen- und Sicherheitspolitik verwendet werden (Art. 352 Abs. 4 AEUV)

Da die Union allerdings in den letzten Jahren besser mit speziellen Ermächtigungsnormen ausgestattet wurde, ist der Rückgriff auf die Abrundungsermächtigung entbehrlich geworden.

## Geschichte
Die Abrundungsermächtigung bestand bereits vor dem Vertrag von Lissabon und war in Art. 308 EG-Vertrag in der Fassung des Vertrags von Nizza geregelt. Die Anwendung dieser Bestimmung war jedoch nur dann zulässig, wenn ein Tätigwerden der Gemeinschaft erforderlich erscheint, um im Rahmen des Gemeinsamen Marktes eines ihrer Ziele zu verwirklichen. Im Rahmen der genannten Bestimmung entschied der Rat einstimmig nach Anhörung des Europäischen Parlaments. Dieses hatte also keine Möglichkeit, einen solchen Rechtsakt zu verhindern.